# Архидам II
Архидам ΙI (грч. Ἀρχίδαμος) био је спартански краљ из династије Еурипонтида који је владао од 469. до 427. п. н. е. По овом краљу је названа прва фаза Пелопонеског рата – Архидамов рат.

## Биографија
Архидам је син Зеуксидама и унук краља Леотихиде. Наследио је свога деду на престолу након што је овај свргнут због оптужбе за мито. Учествовао је у Првом пелопонеском рату и првој фази Пелопонеског рата названој по њему – Архидамов рат. Пре избијања Пелопонеског рата, Архидам је учинио све што је могао како би спречио сукоб са Атином, али га је на крају надгласала групација која се залагала за рат. На челу спартанских снага, Архидам је извршио три упада у Атику (431, 430 и 428. године п. н. е.). Сва три похода била су успешна и знатно су ослабила атинску привреду. Године 429. п. н. е. водио је ратне операције против Платеје. Умро је 427. п. н. е. Наследио га је син Агис ΙI.